# 八尋敏行
八尋 敏行（やひろ としゆき、1916年（大正5年）2月11日 - 2014年（平成26年）2月5日）は、日本の実業家、元日本製粉社長、会長。

## 略歴
- 1916年、東洋製粉社長・出光興産顧問を務めた八尋俊介の二男として、福岡県に生まれる。三井物産の社長、会長・経済団体連合会副会長等を務めた八尋俊邦は兄。趣味は、音楽・ゴルフ・バラ栽培。
- 1940年（昭和15年）、慶應義塾大学法学部卒業、日本製粉入社。
- 1969年（昭和44年）、代表取締役就任。
- 1974年（昭和49年）、常務取締役就任。
- 1977年（昭和52年）、専務取締役就任。
- 1979年（昭和54年）、代表取締役社長就任。
- 1981年（昭和56年）、藍綬褒章受章。
- 1985年（昭和60年）、代表取締役会長就任。
- 2014年2月5日、老衰で死去、97歳没[1]。

## 参考
- 交詢社 第69版 『日本紳士録』、1986年